# Ivanivka, Bohuslav
Ivanivka (în ucraineană Іванівка) este o comună în raionul Bohuslav, regiunea Kiev, Ucraina, formată numai din satul de reședință.

## Demografie
Componența lingvistică a comunei Ivanivka
     Ucraineană (98,04%)
     Rusă (1,84%)
     Alte limbi (0,06%)
Conform recensământului din 2001, majoritatea populației comunei Ivanivka era vorbitoare de ucraineană (98,04%), existând în minoritate și vorbitori de rusă (1,84%).